# Borsalino (entreprise)
Pour les articles homonymes, voir Borsalino.
Borsalino est la plus ancienne manufacture italienne spécialisée dans la fabrication de chapeaux de luxe. Depuis 1857, la fabrication est basée à Alexandrie. Le fondateur, Giuseppe Borsalino, est connu pour avoir créé un modèle particulier de chapeau en feutre connu sous le nom de Borsalino.

## Histoire
Le 4 avril 1857, Giuseppe Borsalino crée un atelier spécialisé dans la production de chapeaux à Alexandrie. Le laboratoire devint une industrie et, en 1888, l'entreprise déménagea dans la nouvelle usine de corso Cento Cannoni-Alexandrie, conçue par Arnaldo Gardella. À cette époque, Borsalino produisait 2 500 chapeaux par jour et le Grand Prix, un important certificat de qualité remporté à l'Exposition universelle de Paris en 1900, répandait la renommée de la marque dans le monde entier.
La succession de Giuseppe Borsalino fut compliquée: l'héritier désigné, Teresio Borsalino, fut opposé à son cousin Giovanni Borsalino, fils de Lazzaro, qui inaugura une nouvelle fabrique de chapeaux en utilisant le nom de famille. Entre Borsalino Antica Casa et Borsalino Fu Lazzaro, les années de batailles commerciales ont été difficiles mais à la fin, Teresio a vaincu et le nom Borsalino est redevenu un.
À la veille de la Première Guerre mondiale, Borsalino produisait environ 2 000 000 chapeaux par an. La manufacture employait plus de 2 500 employés, représentant une ressource significative dans l'économie de la ville piémontaise. À l'étranger, la marque s'est répandue partout, conquérant les marchés les plus importants: les britanniques, mais surtout les américains, où les chapeaux produits à Alexandrie ont été adoptés par le starystem hollywoodien.
La réduction des effectifs de la société a eu lieu en 1950 en conjonction avec le début de la chute en désuétude des chapeaux formels : Borsalino est ainsi transformé d'un produit de masse en un objet de culte. En 1987, l'usine de chapeaux est passée du centre historique d'Alessandria à l'actuelle Spinetta Marengo, à la périphérie de la ville, et le président Vittorio Vaccarino, dernier descendant de la famille Borsalino, a vendu l'entreprise à un groupe d'entrepreneurs milanais. Dans les années 1990, l'entreprise a changé de propriétaire à plusieurs reprises pour finalement être rachetée par l'entrepreneur Marco Marenco, impliqué dans un krach financier de 3,5 milliards d'euros. Le 18 décembre 2017, le Tribunal d'Alexandrie a déclaré la faillite de Borsalino Giuseppe et Fratello Spa,.
Haeres Equita, un fonds de 'private equity' qui gère les activités de la marque depuis 2016, a confirmé sa volonté de poursuivre la production, la distribution et la promotion des collections à venir, en conservant tous les emplois et en maintenant le site de production à Alexandrie.
En 2017, à l'occasion du 160e anniversaire de la société, le ministère italien du Développement économique a reconnu Borsalino comme l'une des «Excellences du système de production», en lui dédiant un timbre d'une valeur de 0,95 €.

## Production
Au fil des ans, la manufacture Borsalino est restée fidèle à un processus de fabrication qui, transmis de génération en génération, représente la valeur culturelle de l'entreprise.  Depuis 1857, Borsalino est ambassadrice du savoir-faire italien dans le monde : les chapeaux sont toujours produits à Alexandrie, associant la perspective industrielle à l’esprit artisanal. Les modèles en feutre nécessitent plus de 50 étapes manuelles et 7 semaines de travail. Les modèles en paille, tressés à la main, peuvent impliquer jusqu'à 6 mois de travail par chapeau,,.

## Borsalino et Alexandrie
La dynastie commerciale Borsalino a apporté une contribution importante à la ville d'Alexandrie en construisant, entre autres, l'aqueduc, le réseau d'égouts, l'hôpital, le sanatorium et la maison de retraite. Le siège historique de l'entreprise, actuellement situé à Corso 100 Cannoni, abrite aujourd'hui l'Université du Piémont Orientale Amedeo Avogadro et le Musée du Chapeau Borsalino,,,.
En 2016, la réalisatrice indépendante Enrica Viola a consacré un documentaire sur la relation entre Borsalino et Alexandrie: Borsalino City,, a été présenté dans les festivals internationaux de Turin, Barcelone et Melbourne.

## Le musée du chapeau Borsalino
Au printemps 2006, le musée du chapeau Borsalino a ouvert ses portes au siège historique de Corso 100 Cannoni à Alexandrie. Initiative conjointe du conseil municipal d'Alexandrie et de la société Borsalino, le musée couvre une surface d'exposition de 400 m2 et abrite environ deux mille chapeaux exposés dans les armoires historiques de style « Chippendale » fabriquées dans les années 1920 par Arnaldo Gardella pour la salle des collections . En 2018, le musée prévoit de déménager dans un lieu plus grand avec une exposition entièrement rénovée.

## Borsalino et cinéma
Borsalino entretient un lien unique et de longue date avec l'industrie cinématographique. Une image s'impose surtout: Humphrey Bogart et Ingrid Bergman dans la scène finale inoubliable de Casablanca. La relation au cinéma était destinée à perdurer: en plus de Bogart et Bergman à Casablanca, Marcello Mastroianni en 8 ½ et Jean Paul Belmondo en À Bout de Souffle portaient tous les deux un Borsalino. Surtout, la manufacture d'Alessandria a accordé l'utilisation de son nom à deux films culte des années 1970 : Borsalino et Borsalino and Co.. L'idée était celle d'Alain Delon, et Borsalino accepté à condition que le logo de l'entreprise apparaisse sur les affiches. Borsalino fut la première marque de luxe à donner son nom à deux films.
En 2011, le Triennale Design Museum de Milan a accueilli une exposition intitulée Le cinéma avec le chapeau, Borsalino et autres histoires.
L'acteur TonI Servillo porte un Borsalino dans le film La grande bellezza, qui est primé en 2014 aux Oscars où il reçoit l'Oscar du meilleur film en langue étrangère.

## Borsalino et le design
En 2009, Borsalino a été inclus par le Triennale Design Museum de Milan parmi les icônes italiennes par excellence dans l'exposition Serie Fuori Serie. L'exposition a été reproduite en mars 2017 au musée national de Chine de Pékin.
La lampe Chapeau (2014) dessinée par Philippe Starck pour Flos et la sculpture The Hatband (2016) de Moritz Waldemeyer (59) sont autant d'hommages à Borsalino.

## Borsalino et la mode
Borsalino a collaboré avec certains des noms les plus importants dans le système de la mode depuis le début du millénaire. Ceux-ci ont conduit à la création de collections de capsules avec Nick Fouquet, Tom Ford, Moschino, Yohji Yamamoto, Marni, Gianfranco Ferré, Rochas, Italia Independent et DSquared.